# DALEX
Die DALEX GmbH ist ein deutsches Industrieunternehmen im Bereich der Widerstandsschweißtechnik und der Automatisierungstechnik mit Sitz in Wissen.

## Geschichte
Das Unternehmen wurde im Jahr 1911 in Solingen-Ohligs von Reidemeister Carl Niepenberg als Einzelunternehmen gegründet. Am 11. Februar 1922 gründete Carl Niepenberg daraus zusammen mit seinem Bruder Walter die Niepenberg & Co. GmbH in Solingen-Ohligs, welche sich auf die Produktion von Rasierklingen spezialisiert hatte.
Am 4. September 1925 wurde eine Zweigniederlassung in Eitorf gegründet, am 5. März 1929 eine weitere in Wissen. Neben der schwerpunktmäßigen Produktion von Rasierern, Rasierklingen und Rollbandklingen (von 1922 bis 1932 unter der Marke „Wanie“ weltweit bekannt) wurden verschiedene andere Produkte hergestellt, u. a. Zündkerzen für Bugatti und weitere Fahrzeugbauer. 1935 produzierte das Unternehmen mit 150 Mitarbeiter eine halbe Million Rasierklingen pro Woche.
Von Juni 1931 bis 1938 wurde unter dem Namen „Strandbad Nisterau“ ein Schwimmbad am Werksstandort Wissen betrieben.
Ab 1936 begann die Produktion von Schweißtransformatoren und ab 1945 von Punktschweißmaschinen. 1950 wurde die Produktion von Rasierklingen eingestellt und das Unternehmen fokussierte sich komplett auf die Fertigung von Schweißmaschinen, seit 1952 unter dem Markennamen „DALEX“.
Am 20. Juli 1948 wurde der Standort in Solingen aufgegeben und der Hauptsitz nach Wissen verlegt. 1949 schieden Walter Niepenberg und sein Sohn Walter Niepenberg jun. aus dem Unternehmen aus und gründeten in unmittelbarer Nähe die Nistertal Walter Niepenberg Maschinenfabrik, welche sich auf die Herstellung von Nutzfahrzeugen spezialisiert hatte.
Im September 1952 wurde das Unternehmen in DALEX-Werke Niepenberg & Co. GmbH umbenannt, später in DALEX-Werke Niepenberg GmbH & Co. KG.
Ab Mitte der 1960er Jahre wurden zusätzlich zu den Widerstands- auch Schutzgasschweißgeräte hergestellt, welche zunächst über Messer Griesheim, AEG, Linde und weitere Anbieter vertrieben wurden. Ab 1969 kamen Schutzgasschweißgeräte unter der Marke „DALEX“ auf den Markt, welche auch über den Versandhändler Neckermann vertrieben wurden. Dazu wurde 1966 die Minverva Schweißtechnik GmbH als 100-prozentige Tochtergesellschaft gegründet.
1960 übernahm das Unternehmen die Gebr. Hannemann & Cie. GmbH aus Düren sowie die Constructions Européennes de Soudage S.A.R.L. aus Duppigheim in Frankreich. 1965 folgte die Übernahme der Maschinenfabrik Friedrich Henze GmbH.
1963 war DALEX Marktführer bei Standardschweißmaschinen und beschäftigte 1965 rund 780 Mitarbeiter. Nach dem Tod des Firmengründers Carl Niepenberg führte sein Sohn Werner das Unternehmen ab 1966 allein weiter. Ab 1970 wurden zusätzlich Sonderschweißmaschinen gefertigt. 1972 war DALEX Marktführer beim Lichtbogen- und Widerstandsschweißen. 1984 fertigte DALEX als erstes deutsches Unternehmen Gleichstromschweißmaschinen. 1985 gab es über 20 Vertriebsniederlassungen in Deutschland. Nach dem Tod von Werner Niepenberg führte ein Testamentsvollstrecker das Unternehmen ab 1996 weiter. 1997 wurde die DALEX Service Gesellschaft für Informationsverarbeitung und Logistik mbH als 100-prozentige Tochtergesellschaft gegründet.
Im Jahr 2000 erwarb DALEX den Geschäftsbetrieb der Seubert GmbH aus Breidenbach und fusionierte sie mit der Minverva Schweißtechnik GmbH zur Dalex-Seubert Schweißtechnik GmbH. Der Schwerpunkt der DALEX-Seubert Schweißtechnik lag auf der Fertigung von Roboter-Punktschweißzangen.
2002 ging das Unternehmen DALEX-Werke Niepenberg GmbH & Co. KG in die Insolvenz, in deren Rahmen sämtliche Tochtergesellschaften aufgelöst und der Kernbetrieb neu aufgeteilt wurden. Der Bereich des Lichtbogenschweißens wurde in die neu gegründete ELMA-Tech AG in Morsbach ausgegliedert, welche 2012 ebenfalls in die Insolvenz ging und heute unter dem Namen ELMA-Tech GmbH weitergeführt wird. Die Widerstandsschweißtechnik unter der Marke „DALEX“ wurde durch eine Gruppe von lokalen Unternehmern übernommen und in die DALEX-Schweißmaschinen GmbH & Co. KG überführt, welche heute unter dem Namen DALEX GmbH zu den führenden Anbietern auf ihrem Gebiet gehört und sowohl Standard- als auch Sonderanlagen fertigt.
Im Jahr 2021 erwarb DALEX den Geschäftsbetrieb der Augenstein Maschinenbau GmbH mit Niederlassungen in Günzburg und Oettersdorf und erweiterte damit das Produktportfolio im Bereich der Automatisierungstechnik um Zuführungssysteme und Fördertechnik.
Nach einer weiteren Insolvenz im Jahr 2023 wurde der Geschäftsbetrieb an die Max Valier Holding verkauft und firmiert seitdem als DALEX Automation & Welding GmbH.